# کونیگسبرگ، بایرن
شهر کونیگسبرگ (به آلمانی: Königsberg) در ایالت بایرن در کشور آلمان واقع شده‌است.